# Gdańsk-Lech Wałęsas flygplats
Gdańsk-Lech Wałęsas flygplats (polska: Port Lotniczy Gdańsk im. Lecha Wałęsy) (IATA: GDN, ICAO: EPGD) är en internationell flygplats belägen 12 kilometer nordväst om centrala Gdańsk i Polen inte långt från andra stadskärnor i Tricity storstadsområde: Sopot (10 km) och Gdynia (23 km). Sedan 2004 har flygplatsen haft sitt namn efter Lech Wałęsa, den tidigare polske presidenten. Med cirka 5,4 miljoner passagerare 2019 är det den tredje största flygplatsen i Polen när det gäller passagerartrafik.

## Historik
De första passagerarflygen i Danzig genomfördes år 1919 från ett flygfält i Langfuhr-distriktet i den dåvarande Danzig, Tyskland (nu Wrzeszcz-distriktet i Gdańsk). Det var möjligt tack vare en omvandling av den militära platsen till en civil anläggning. Flygplatsen användes vid den tiden dessutom för flygposttjänster och av polisen. Under de följande åren fortsatte flygplatsen förvärv av ytterligare områden som gjorde det möjligt för den att expandera och investera i modern infrastruktur. Den tekniska utvecklingen av Danzig-Langfuhr flygplats följdes av lanseringen av reguljära rutter till Warszawa, Berlin, Moskva, Königsberg och andra viktiga städer i regionen. Flygningarna utfördes av ett flertal internationella flygbolag.

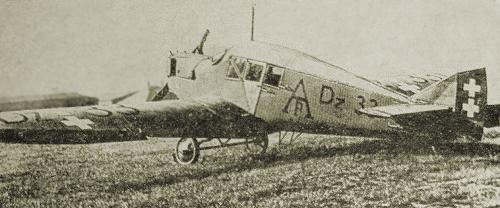
En Junkers F 13 på Danzig-Langfuhr 1921.

Den första polska rutten gick mellan Danzig, Warschau och Lemberg av Aero Lloyd med början i september 1922. Företaget använde initialt Junkers F 13-flygplan på den rutten. Denna inrikestrafik var början på företaget som senare blev LOT Polish Airlines, som fortfarande är Polens nationella flygbolag.
Flygplatsen i Danzig Langfuhr var en viktig bas för de tyska flygvapnen under andra världskriget. Redan innan dess hade tyska piloter utbildats på denna flygplats. Kraftiga bombningar och andra militära aktiviteter ledde till förstörelsen av flygplatsen. Emellertid rekonstruerades den efter kriget och försågs med modern teknologi som gjorde att flygplatsen kunde utvecklas. Gamla inrikeslinjer såväl som många internationella destinationer återlanserades. Flygplatsen hade regelbundna förbindelser till länder som Ungern, Tyskland, Bulgarien, Danmark och Sverige.
När flygplatsens anläggningarna blev gamla och ofunktionella i slutet av 1960-talet (bland annat banljus som tvingade flygplatsmyndigheter att förbjuda nattflyg), valdes en ny plats nära byn Rębiechowo. Flygplatsen måste byggas någon annanstans också på grund av stadsbebyggelsens utveckling. Nya områden behövdes för att göra det möjligt för de offentliga investerarna att bygga nya byggnader för den växande befolkningen i Gdańsk. Dessutom var en ny längre landningsbana nödvändig för att större jetflygplan skulle kunna lyfta och landa säkert när de moderna jetflygplanen infördes. Den gamla flygplatsen i Wrzeszcz stängdes officiellt den 1 maj 1974, och ett stort bostadsområde byggdes på dess mark. Idag kan endast några få återstående delar av den gamla Wrzeszcz flygplatsinfrastruktur hittas, inklusive rester av dess huvudsakliga nord–sydorienterad landningsbana i det som nu är Zaspa-distriktet.
Efter stängningen av den gamla flygplatsen öppnades den nya 1974 nära byn Rębiechowo (på den västligaste marken som införlivades med Gdańsk stadsdel Matarnia 1973). Flygplatsen fick sitt nuvarande namn 2004. Det fanns en del kontroverser om namnet skulle stavas Lech Walesa (utan diakritiska tecken, men bättre igenkännbar i världen) eller Lech Wałęsa (med polska bokstäver, men svårt att skriva och uttala för utlänningar), den närmaste fonetiska approximationen är "Vawensa").
Sedan 1993 ägs Gdańsk Airport till 31,45 procent av myndigheterna i Pommern, 29,45 procent av staden Gdańsk, 1,14 procent av staden Gdynia, 0,35 procent av staden Sopot och 37,61 procent av Polish Airports State Enterprise. År 2006 betjänade flygplatsen för första gången i dess historia mer än 1 miljon passagerare per år. År 2010 var passagerarantalet högre än 2 miljoner. Efter byggandet av en ny modern passagerarterminal med utökad kapacitet (öppnad i april 2012 inför fotbolls-EM 2012), fortsatte flygplatsen sin utveckling och den betjänade för första gången över 3 miljoner passagerare under ett år under 2014. Under sommarsäsongen 2015 trafikerade flygbolag som flyger till och från flygplatsen över 50 reguljära rutter samt charter- och fraktflyg.

## Faciliteter och infrastruktur
Gdańsk Lech Wałęsa flygplats har endast en bana i asfaltbetong i riktning mot 29/11. Banan är 2 800 m lång och den är utrustad med en modern ILS CAT IIIB som tillåter flygplan att landa i dimmigt väder. Beslutshöjden som fastställts för inflygningssystemet i Gdańsk är 30 m, medan siktminimum för piloter varierar från 125 m till 300 m, det högre värdet krävs i den första tredjedel av banans längd. Dessutom kompletteras navigeringsfaciliteterna på flygplatsen med ett modernt multilaterationssystem för stora områden.
Banan har åtta utfartstaxibanor som leder till fem parkeringsplattor där upp till 18 medelstora flygplan (som Boeing 737 eller Airbus 321) kan parkeras. Flygplatsen har även en extra parkeringsyta som används vintertid för avisning av flygplan. Avisningsdynan har konstruerats på ett sätt som gör det möjligt att upprätthålla ekologiska standarder.

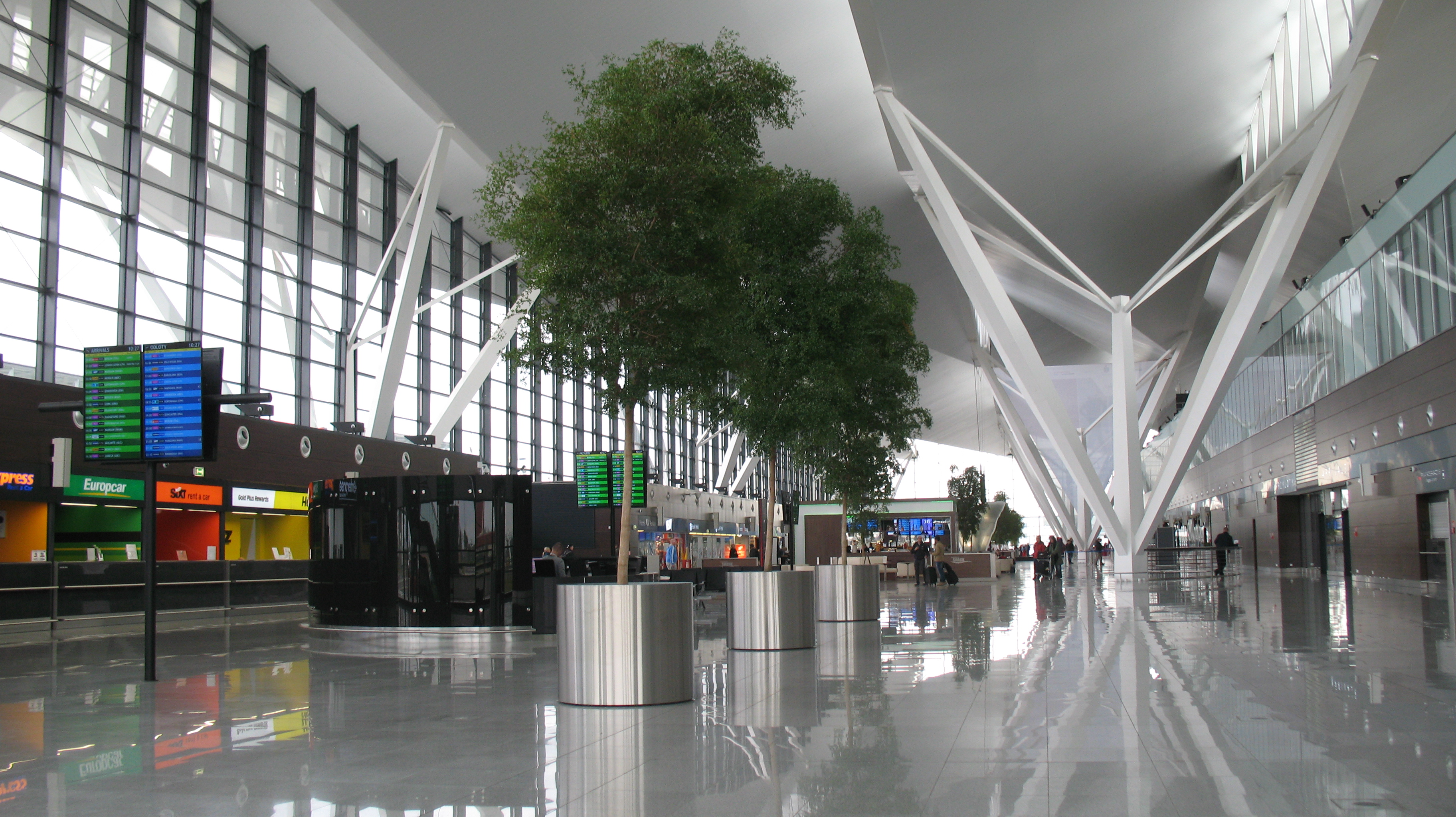
Avgångshallen i Terminal T2

Den nya terminalen, kallad Terminal T2, är en modern byggnad med karakteristiska arkitektoniska inslag, taket som imiterar vågor till havs är ett exempel på dem. Den byggdes väster om terminal T1. Den första delen (endast avgångar) färdigställdes 2012 och ankomstområdet öppnade i september 2015.

## Flygbolag och destinationer
| Flygbolag                     | Destinationer |
| ----------------------------- | --- |
| Corendon Airlines             | Säsong: Antalya |
| Enter Air                     | Charter: Hurghada Säsong charter: Antalya, Burgas, Corfu, Enfidha, Girona, Kos, Tirana, Varna |
| European Air Charter          | Säsong charter: Burgas |
| Eurowings                     | Säsong: Düsseldorf |
| Finnair                       | Helsinki (resumes 31 March 2024) |
| KLM                           | Amsterdam |
| LOT Polish Airlines           | Warsaw–Chopin Säsong: Rzeszów, Zielona Góra |
| Lufthansa                     | Frankfurt, Munich |
| Norwegian Air Shuttle         | Bergen, Oslo |
| Ryanair                       | Alicante, Beauvais, Belfast–International, Bergamo, Billund, Köpenhamn, Cork, Dublin, Edinburgh, Göteborg, Hamburg, Kraków, Leeds/Bradford, London–Stansted, Lublin, Malta, Manchester, Pafos, Podgorica, Rome–Fiumicino, Riga,[källa behövs] Sandefjord, Stockholm–Arlanda, Wrocław Säsong: Aarhus, Barcelona, Bristol, Burgas, Chania, Corfu, Málaga, Newcastle upon Tyne, Pisa, Prag, Santorini, Treviso, Växjö, Zadar |
| Scandinavian Airlines         | Köpenhamn |
| Smartwings                    | Säsong charter: Burgas, Dubrovnik, Heraklion, Tirana |
| Swiss International Air Lines | Zürich |
| Wizz Air                      | Aberdeen, Ålesund, Alicante, Beauvais, Bergen, Köpenhamn, Dortmund, Eindhoven, Göteborg, Hamburg, Haugesund, Kutaisi, Larnaca, Leeds/Bradford, Liverpool, London–Luton, Málaga, Malmö, Oslo, Reykjavík–Keflavík, Rome Fiumicino, Sandefjord, Stavanger, Stockholm–Arlanda, Tenerife–South, Tromsø, Trondheim, Åbo, Valencia Säsong: Barcelona, Burgas, Heraklion, Split, Tirana, Verona                                   |